# Cecidobracon
Cecidobracon är ett släkte av steklar. Cecidobracon ingår i familjen bracksteklar.
Kladogram enligt Catalogue of Life:
| Cecidobracon | \| \| Cecidobracon asphondyliae \| \| \| \| \| \| Cecidobracon braziliensis \| \| \| \| |
|              | \| \| Cecidobracon asphondyliae \| \| \| \| \| \| Cecidobracon braziliensis \| \| \| \| |
|              | Cecidobracon asphondyliae                                                               |
|              |                                                                                         |
|              | Cecidobracon braziliensis                                                               |
|              |                                                                                         |